# Saison 7 de Léo Mattéï, Brigade des mineurs
Chronologie
Saison 6
Cet article présente les épisodes de la septième saison de la série télévisée Léo Mattéï, Brigade des mineurs.

## Distribution

### Acteurs principaux
- Jean-Luc Reichmann : Léo Mattei
- Mathilde Lebrequier : Olivia Lambert
- Maïra Schmitt : Eloïse Mattéi
- Alexandre Achdjian : Jonathan
- Xavier Mathieu: Commissaire Alain Cabelle

### Acteurs invités
- Lenni-Kim Lalande : Lucas Morin
- Marie Guillard : Nadine Erlanger
- Sagamore Stévenin : Thierry Erlanger
- Fabien Dariel : Cyril Morin
- Solène Hébert : Alice Erlanger
- Noémie Elbaz-Kapler : Sylvie Delahaye
- Xavier-Arnaud de Sinzogan : William Morin Xavier
- Clovis Fouin : David
- Nicolas Carpentier : Éric Delahaye
- Alexandre Zambeaux : Manu Guerrero
- Nolwenn Moreau : Juge Berthier

## Liste des épisodes

### Épisode 1:La part de l'ombre - Partie 1
- France : 27 février 2020 sur TF1

- Dominique Golfier
- Franck Ollivier

- France : 4,84 millions de téléspectateurs (22,5 % de part d'audience)[1] (première diffusion)

- Florence Pernel : Karine Legrand
- Lennikim : Lucas

### Épisode 2:La part de l'ombre - Partie 2
- France : 27 février 2020 sur TF1

- Dominique Golfier
- Franck Ollivier

- France : 4,36 millions de téléspectateurs (24,1 % de part d'audience)[1] (première diffusion)

- Florence Pernel : Karine Legrand
- Lennikim : Lucas

### Épisode 3:Les liens du sang - Partie 1
- France : 5 mars 2020 sur TF1

- Dominique Golfier
- Franck Ollivier

- France : 5,03 millions de téléspectateurs (22,5 % de part d'audience)[2] (première diffusion)

- Catherine Marchal : Commissaire Ansker
- Solène Hébert : Alice Erlanger
- Sagamore Stévenin : Thierry Erlanger

### Épisode 4:Les liens du sang - Partie 2
- France : 5 mars 2020 sur TF1

- Dominique Golfier
- Franck Ollivier

- France : 4,49 millions de téléspectateurs (26,3 % de part d'audience)[2] (première diffusion)

- Solène Hébert : Alice Erlanger
- Sagamore Stévenin : Thierry Erlanger

## Fiche technique
- Production : LGM-Films-LGM, Papillonnoms, BIG BAND STORY, avec la participation de TF1
- Produit par Cyril Colbeau-Justin, Jean-Baptiste Dupont et Jean-Luc Reichmann
- Musique : Sophie Morizet
- Scénario : Anne-Charlotte Kassab, Eric Delafosse, Yann le Gal, Émilie Clamart-Marsollat, Nathalie Hugon
- Direction de Collection : Yann le Gal
- Créé par Jean-Luc Reichmann, Nathalie Lecoultre et Michel Alexandre
- Directrice Artistique : Nathalie Lecoultre
- Réalisation : Alexis Davide, David Morley, Ludovic Colbeau-Justin, Raphael Jade
- Durée : 60 minutes
- Pays : France
- Genre : Série policière
- Lieu de tournage : Marseille